# Nauka 0+
«Nauka 0+» — всероссийский фестиваль науки, ежегодно проводимый с 2013 года. Главная цель фестиваля — популяризация науки среди аудитории всех возрастов (о чем, в частности, говорит его слоган «Nauka 0+ = наука для всех»), налаживание диалога между наукой и обществом посредством привлечения внимания к работе ученых, демонстрации результатов исследовательской деятельности, способствующей развитию общества и повышению качества и уровня жизни людей.
Московская часть фестиваля проводится на площадках вузов Москвы, а также на территории МГУ и Экспоцентра.
Вход на все мероприятия свободный.

## Организаторы
Фестиваль организовывается Министерством образования и науки РФ, МГУ имени М. В. Ломоносова, Правительством Москвы, Российской академией наук. Руководитель дирекции Фестиваля науки ― проректор МГУ Л. В. Гусев.

## История
Первый в России Фестиваль науки был проведен в МГУ имени М. В. Ломоносова в 2006 году. За три дня мероприятия посетили более 20 тыс. человек.
В 2007 году при поддержке правительства Москвы Фестиваль науки стал общегородским мероприятием.
В 2011 году Фестиваль науки получил статус «Всероссийского фестиваля науки» и, с тех пор, проводится под эгидой Министерства образования и науки РФ. Он прошел в 65 регионах России, состоялось более 3500 мероприятий научной направленности, его посетили более 800 тыс. человек.
В 2013 году фестиваль прошел под именем «Nauka 0+», этот бренд был позитивно принят публикой, закрепился и стал официальным названием Фестиваля. Мероприятия охватили[когда?] более 2 млн посетителей на территории 70 регионов России.
В октябре 2014 года в рамках «Года науки» Россия-ЕС проведен IV фестиваль, при этом впервые в его рамках выступило 5 нобелевских лауреатов. В этом же году на фестивале были опубликованы результаты первого исследования челябинского метеорита.
В октябре 2015 года состоялся V фестиваль.
13—16 октября 2016 года состоялся VI фестиваль. В Москве он проходил на 90 площадках: МГУ, МИСиС, Лингвистический университет, МГТУ, Университет дружбы народов, Политехнический институте, Дарвиновский музей и т. д., а также в следующих городах — Красноярск, Ростов-на-Дону, Калининград, Барнаул, Иркутске и др.
В 2017 году главной темой Всероссийского Фестиваля науки стали большие данные. Главные события состоялись в Москве и на четырёх центральных региональных площадках в Салехарде, Самаре, Владивостоке и Красноярске. Всего в VII Всероссийском Фестивале науки приняло участие более 80 регионов России. За дни проведения столичного этапа VII Фестиваля NAUKA0+ (6 — 8 октября 2017 г.) его посетили более 860 тысяч человек.
В 2020 году главной темой (пятнадцатого) Фестиваля науки стала «Физика будущего». Всероссийский фестиваль NAUKA 0+ в Москве проходит 9–11 и 17–18 октября. Лекторий Фестиваля переходит в формат online, благодаря чему его аудитория существенно расширилась. Посетители Фестиваля могут присоединиться к лекционной программе и услышать выступления нобелевских лауреатов, пообщаться с космонавтами на МКС и увидеть, как живут ученые на Антарктической станции. Хэдлайнером Фестиваля NAUKA 0+ этого года стал Митио Каку. Среди почётных гостей 5 Нобелевских лауреатов – создатель стандартной модели элементарных частиц Стивен Уайнберг (США), кристаллограф Ада Йонат (Израиль), разработчик флуоресцентной микроскопии Уильям Мёрнер (США), создатель «молекулярных машин» Жан-Пьер Соваж (Франция), физик-экспериментатор, исследователь гравитационных волн Барри Бэриш (США) и многие другие учёные. В программе Фестиваля – свыше 2000 мероприятий: лекции нобелевских лауреатов и популяризаторов науки, вебинары и мастер-классы, виртуальные лабораторные, увлекательные научные шоу, интерактивные выставки, телемосты с Международной космической станцией и российской антарктической станцией «Восток», дискуссии о будущем человечества, показы научных фильмов, соревнования роботов, научные бои Science Slam , экскурсии на предприятия, квизы и квесты.

## Мероприятия
Мероприятия ориентированы как на подготовленного зрителя, так и посетителя, не связанного с научной жизнью. Это школьники от начальных классов и родители, студенты, молодые специалисты, преподаватели, а также научное и экспертное сообщество.
В рамках Фестиваля науки «Nauka 0+» проводятся и показываются:
- публичные лекции нобелевских лауреатов и именитых ученых;
- новейшие научно-познавательные фильмы;
- открытые телемосты с ЦЕРНом, NASA и МКС;
- инноваций для людей с инвалидностью, демонстрация экзоскелета;
- увлекательные международные научные шоу;
- интерактивные выставки;
- научные мастерские для любознательных;
- соревнования роботов;
- экскурсии по секретным научным лабораториям;
- пресс-туры научных журналистов и т. д.

## Пресса о фестивале
О фестивале науки «Nauka 0+» отзываются: «Российская газета», «Первый канал», «Культура», «Россия-24» и др.